# Chiesa di Maria Santissima dei Sette Dolori (Santa Venerina)
La chiesa di Maria Santissima dei Sette Dolori è un edificio religioso, non più aperto al culto, di Santa Venerina (CT), che si trova nel quartiere di Linera.

## Storia
Fu edificata nel 1767 a Linera nella proprietà di Salvatore Calì. Nacque come cappella privata e tale è rimasta da allora. Vi si celebravano le messe le domeniche e nei giorni festivi, alle quali partecipavano le varie famiglie signorili, oltre a quella dei Cali, come Rigano, Cirelli e Roncisvalle (questi ultimi fonderanno la chiesa di Maria Santissima Immacolata di Linera). Distrutta dal terremoto del 1914, venne ricostruita dalla munificenza di Enrica Leonardi Calì e del cavaliere Giovanni Rigano. Negli anni quaranta e all'inizio degli anni cinquanta del Novecento la chiesa venne utilizzata come Calvario durante la Settimana Santa. Nel 1952 venne nuovamente colpita dal sisma del giorno di San Giuseppe, fu danneggiata e per qualche tempo venne ancora utilizzata come Calvario fin quando, dichiarata inagibile, fu chiusa definitivamente.

## Descrizione
Nella chiesetta c'era una statua dell'Addolorata e un quadro con lo stesso soggetto che, a seguito del terremoto del 1952, furono trasferiti nella chiesa di Maria Santissima del Lume, mentre un affresco che sovrastava l'altare è stato prelevato (muro compreso) e non se ne è saputo più nulla.